# Duma, Hama
Duma (tiếng Ả Rập: دوما) là một ngôi làng Syria nằm ở Al-Hamraa Nahiyah ở huyện Hama, Hama. Theo Cục Thống kê Trung ương Syria (CBS), Duma có dân số 499 trong cuộc điều tra dân số năm 2004.